# Leyland Princess
Leyland Princess – samochód osobowy klasy średniej produkowany przez brytyjską firmę British Leyland w latach 1975-1981. Następca rodziny modeli BCD ADO17 z której przejął połączenie przedniego napędu z silnikiem montowanym poprzecznie nad przednią osią silnikiem.
Projekt początkowo rozwijany pod nazwą AD071 sprzedawany był w pierwszych latach produkcji jako Austin / Morris / Wolseley18–22. W 1975 Leyland stworzył nową markę, Princess, pod którą sprzedawany był model. Produkcję zakończono w 1981 roku, następcą został Austin Ambassador.

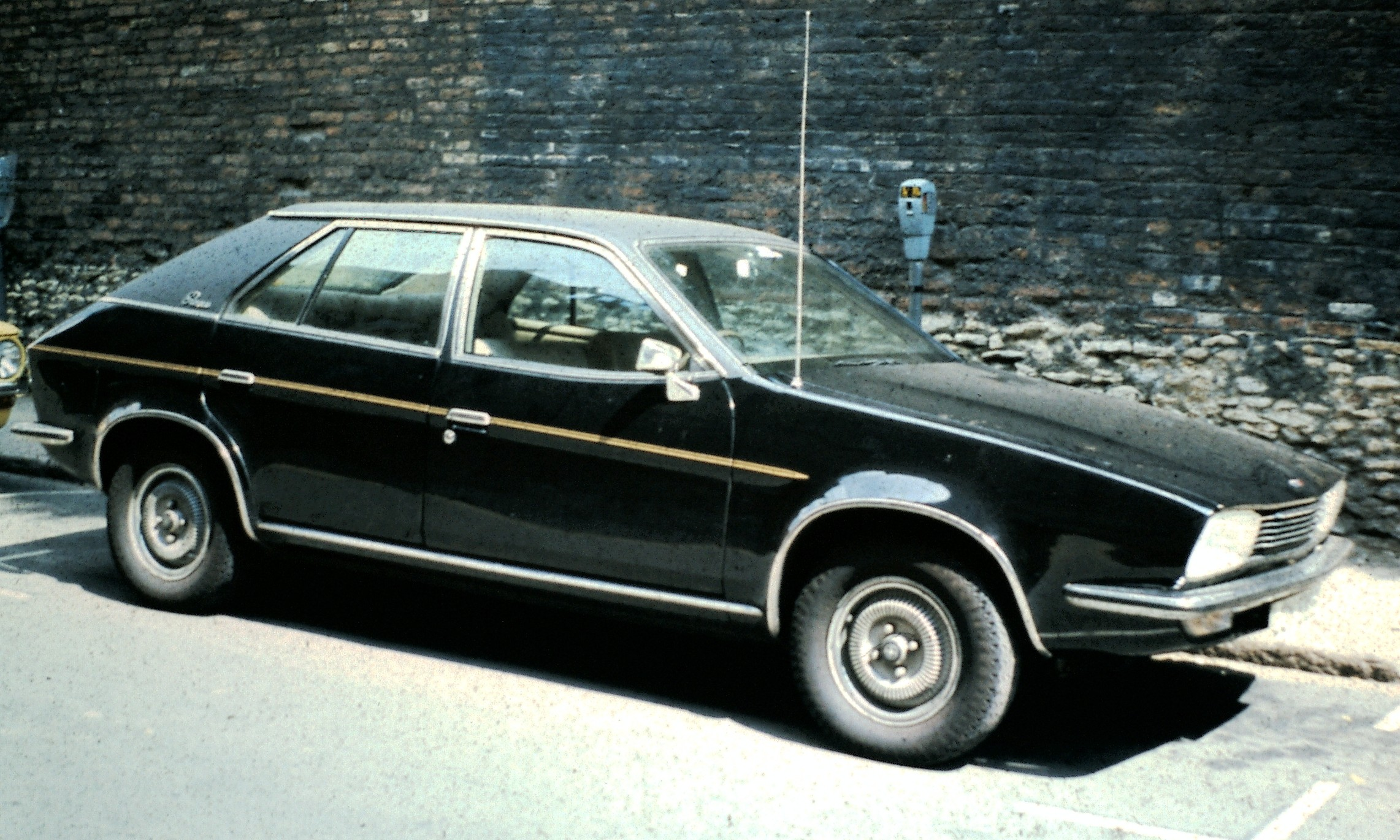
Leyland Princess
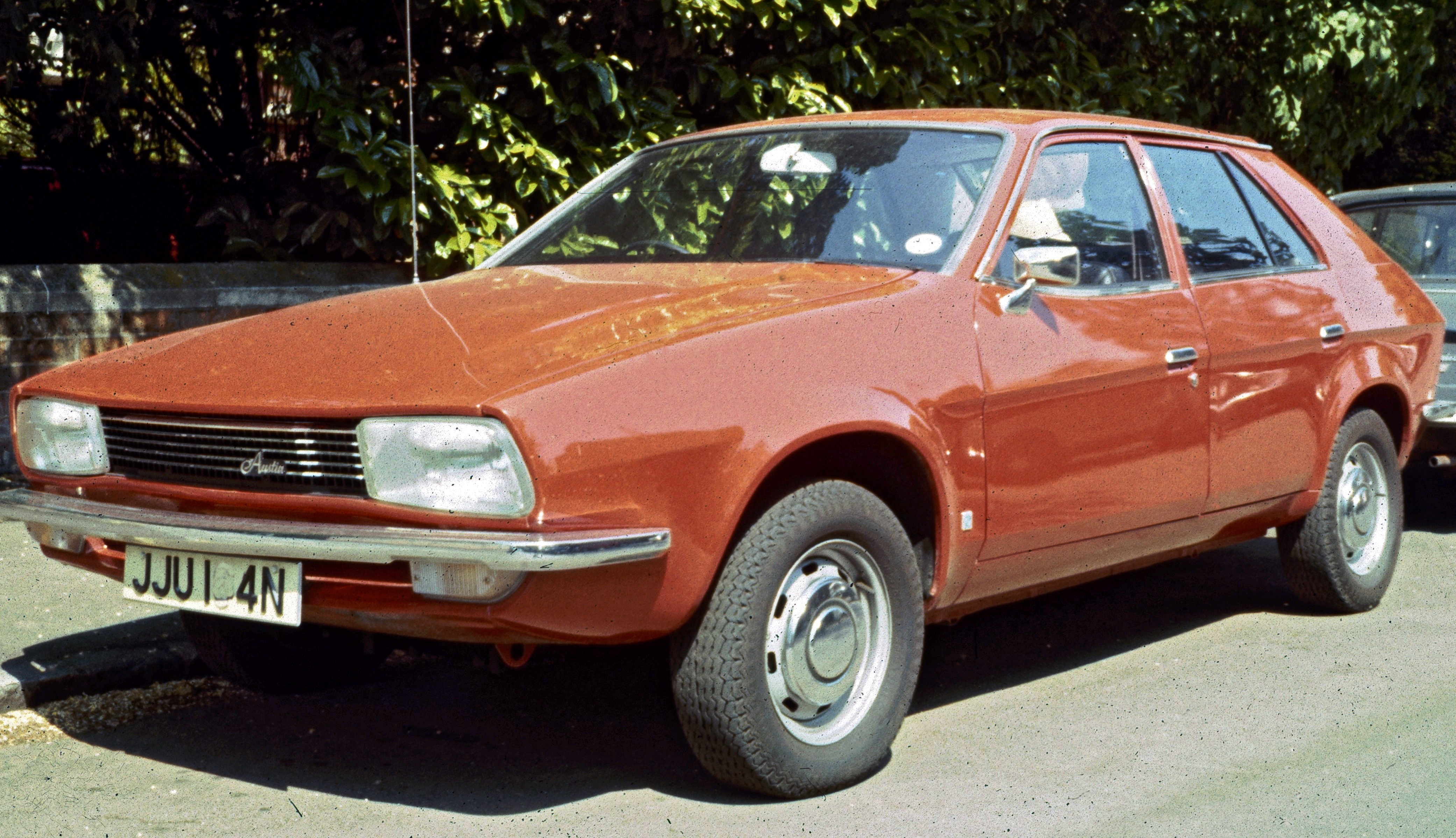
Austin 18-22
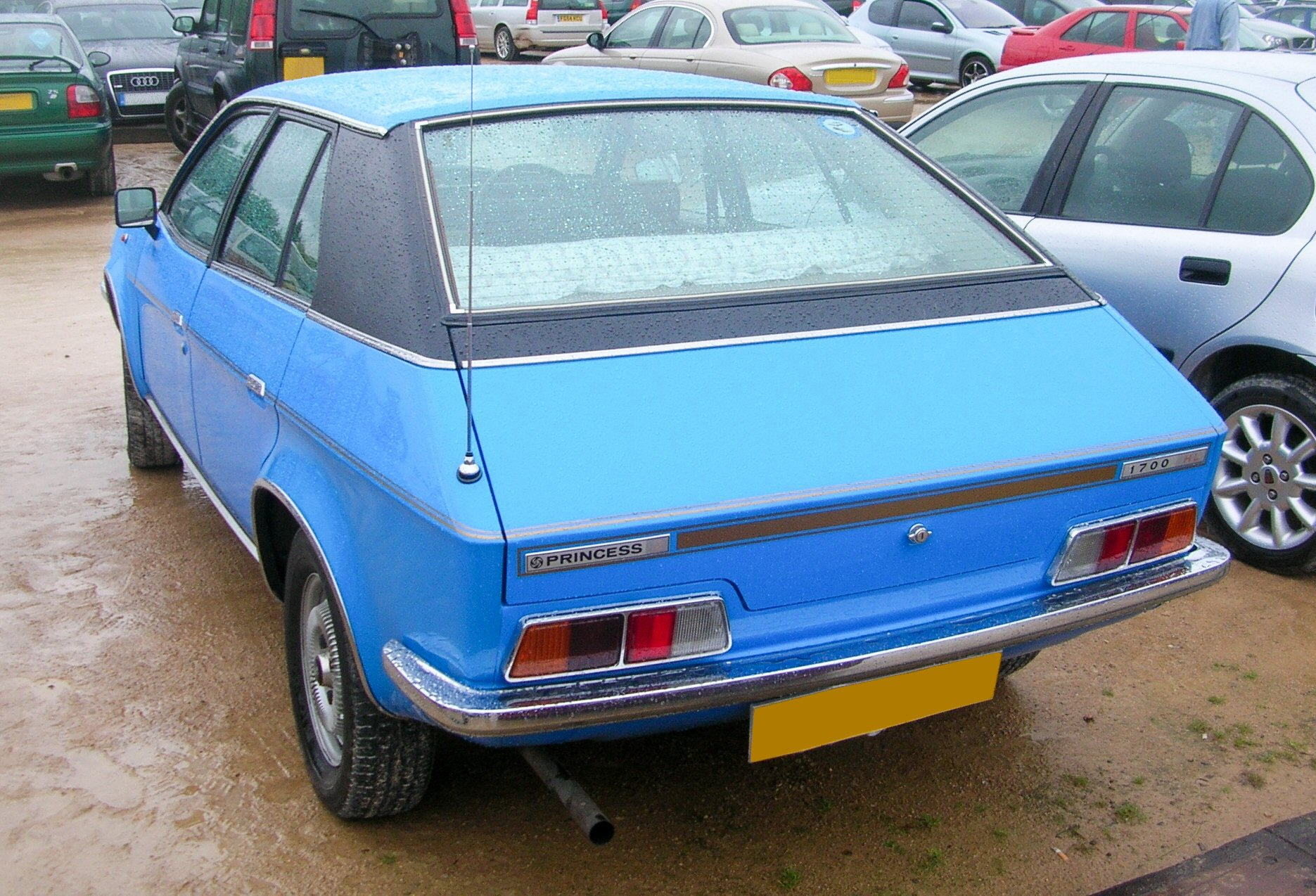
Leyland Princess 1700 HL z 1979

## Dane techniczne
| Wersja      | Silnik:                  | Układ zasilania: | Średnica × skok tłoka: | St. sprężania: | Moc maksymalna:                     | Maks. moment obrotowy      | 0-100 km/h: | V-max:    |
| Series 1:   | Series 1:                | Series 1:        | Series 1:              | Series 1:      | Series 1:                           | Series 1:                  | Series 1:   | Series 1: |
| ----------- | ------------------------ | ---------------- | ---------------------- | -------------- | ----------------------------------- | -------------------------- | ----------- | --------- |
| 1800 (1975) | R4 1,8 l (1799 cm³), OHV | gaźnik           | 80,26 mm × 88,90 mm    | 9,0:1          | 83 KM (61 kW) przy 5250 obr./min    | 139 N•m przy 2800 obr./min | 16,3 s      | 158 km/h  |
| 2200 (1975) | R6 2,2 l (2224 cm³), OHV | dwa gaźniki      | 76,20 mm × 81,28 mm    | 9,0:1          | 112 KM (82,5 kW) przy 5000 obr./min | 168 N•m przy 3500 obr./min | 13,7 s      | 171 km/h  |

### Inne
- Opony: 185/70 SR14
- Przełożenie główne: 3,72:1
- Najmniejszy promień skrętu: 5,8 m
- Rozstaw kół tył/przód: 1273/1257 mm